# Diocèse de Linköping
Le diocèse de Linköping est l'un des diocèses de l'Église luthérienne de Suède. Son siège épiscopal se situe à la Cathédrale de Linköping.
Son territoire s'étend sur les comtés d'Östergötland, ainsi qu'une partie de ceux de Jönköping et Kalmar.

## Histoire
En 1603, le diocèse de Linköping est amputé d'une partie de son territoire lors de la création du diocèse de Kalmar.

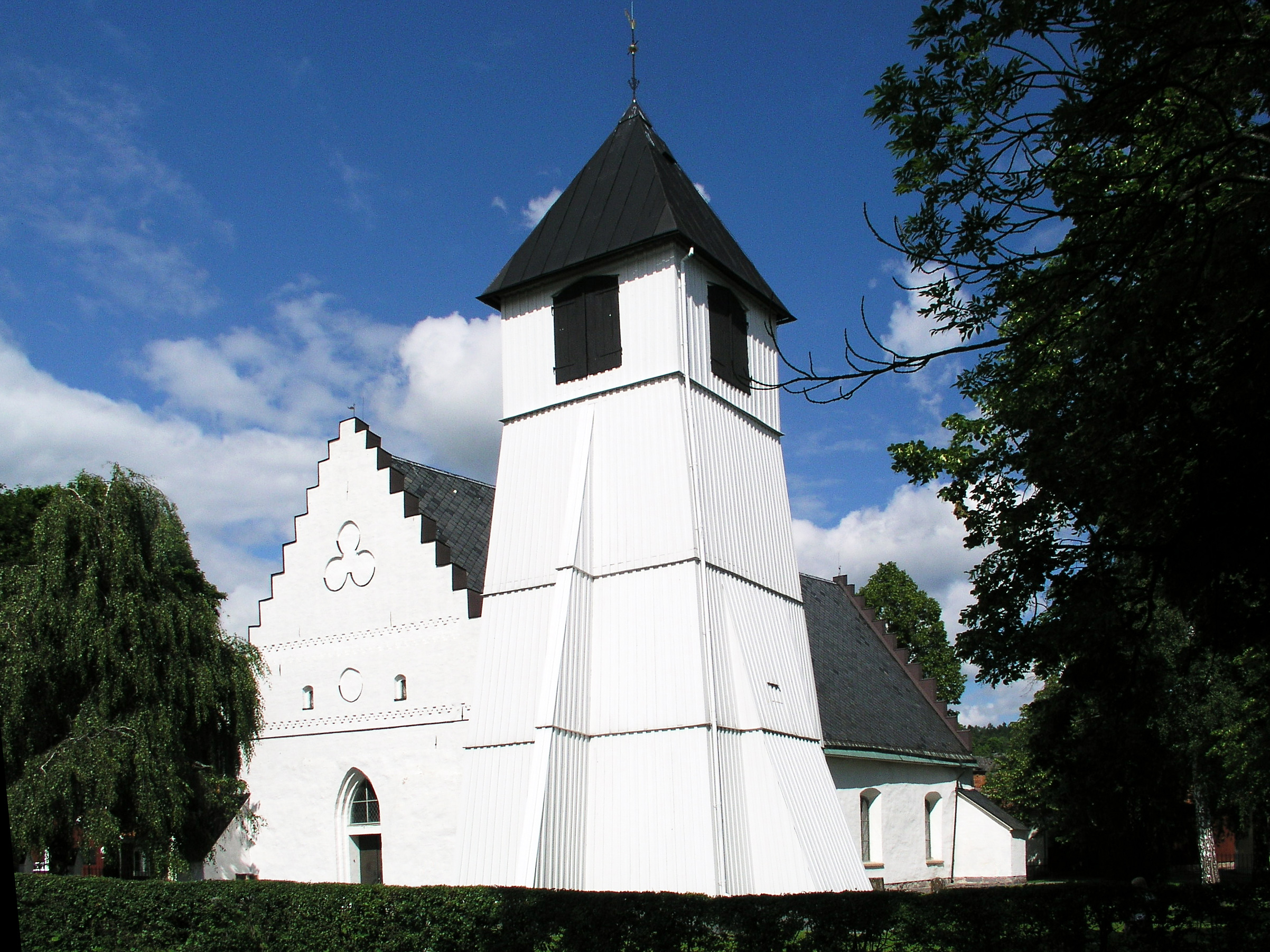
L'église de Drothem, église luthérienne située à Söderköping et datant de la fin du.